# Rimas Ručys
Rimas Ručys (ur. 26 maja 1954 w Prenach) – litewski polityk. Poseł na Sejm Republiki Litewskiej.
W latach 1973–1978 był nauczycielem wychowania fizycznego w Litewskim Państwowym Instytucie Wychowania Fizycznego (obecnie Litewski Uniwersytet Sportowy).
Od 1978 do 1981 był wrestlingowym trenerem judo w Ochotniczym Towarzystwie Sportowym „Niemen”. W latach 1981–1987 był prezesem Zarządu SSD „Niemen”. W latach 1987–1996 został prezesem zarządu Žalgiris Kowno. A od 1995 do 2008 był dyrektorem JSC „Ručenta”.
Wybrany z ramienia partii Porządek i Sprawiedliwość w wyborach uzupełniających do Sejmu. Od 26 czerwca 2014 członek Sejmu Republiki Litewskiej. Zastąpił Valentinasa Mazuronisa.